# Fabryka klamek
Fabryka klamek – dwunasty album studyjny polskiego wokalisty i pianisty Grzegorza Turnaua. Wydawnictwo ukazało się 3 listopada 2010 roku nakładem wytwórni muzycznej Mystic Production. 
Płytę Fabryka klamek poprzedził singel radiowy "Na plażach Zanzibaru". Jego premiera odbyła się 1 października 2010 roku na antenie Programu Trzeciego Polskiego Radia w audycji Lista Przebojów Programu Trzeciego. Gościnnie w utworze zaśpiewał i zagrał na skrzypcach Sebastian Karpiel-Bułecka znany z występów w formacji Zakopower. 28 października odbyła się premiera teledysku do utworu, który wyreżyserował Mateusz Winkiel.
Gościnnie w nagraniach wzięli udział ponadto m.in.: Dorota Miśkiewicz, Basia Gąsienica-Giewont oraz Zbigniew Wodecki. Teksty na potrzeby płyty napisali: Michał Zabłocki, Leszek Aleksander Moczulski, Michał Rusinek oraz sam Grzegorz Turnau, który jest kompozytorem wszystkich utworów z wyjątkiem "Na plażach Zanzibaru" autorstwa Jana Kantego Pawluśkiewicza.
Album dotarł do 3. miejsca listy OLiS w Polsce i uzyskał status złotej płyty.

## Lista utworów
Źródło.
1. "Na plażach Zanzibaru" (sł. Leszek A. Moczulski, muz. Jan Kanty Pawluśkiewicz) - 3:22
2. "Motyliada" (sł. Michał Zabłocki, muz. Grzegorz Turnau) - 4:14
3. "Przepakowania" (sł. Michał Zabłocki, muz. Grzegorz Turnau) - 4:08
4. "Nowomowa" (sł. Michał Zabłocki, muz. Grzegorz Turnau) - 2:02
5. "Lubię duchy" (sł. Michał Zabłocki, muz. Grzegorz Turnau) - 4:49
6. "Fabryka klamek" (sł. Grzegorz Turnau, muz. Grzegorz Turnau) - 3:12
7. "Międzygwiezdni" (sł. Leszek A. Moczulski, muz. Grzegorz Turnau) - 3:22
8. "Nie oglądaj się na niebo" (sł. Michał Rusinek, muz. Grzegorz Turnau) - 4:29
9. "Dobrani do pary" (sł. Michał Zabłocki, muz. Grzegorz Turnau) - 2:59
10. "Co za tym pagórkiem" (sł. Leszek A. Moczulski, muz. Grzegorz Turnau) - 4:21
11. "Gdy poezja" (sł. Grzegorz Turnau, muz. Grzegorz Turnau) - 3:34
12. "Do źródła" (muz. Grzegorz Turnau) - 1:15
13. "Sonet LX" (sł. William Szekspir, muz. Grzegorz Turnau) - 4:56
14. "Czuła reguła" (sł. Leszek A. Moczulski, muz. Grzegorz Turnau) - 4:30

## Tematyka
Cztery utwory na płycie są formą śpiewanych laudacji profesorskich. W 2008 i 2009 roku na zamówienie Ministerstwa Nauki i Szkolnictwa Wyższego, w ramach projektu "Ministerstwo Dziwnych Nauk" Michał Zabłocki (teksty) i Grzegorz Turnau (muzyka) napisali wspólnie 16 piosenek-laudacji, które były wykonywane podczas wręczania nagród Ministra za wybitne osiągnięcia naukowe i naukowo-techniczne. Teksty tych piosenek nawiązują do osiągnięć naukowych laureatów i tych dziedzin nauk, którymi się oni zajmują. Są to:
| nr na płycie | tytuł           | osoba nagradzana                | dziedzina                                       |
| ------------ | --------------- | ------------------------------- | ----------------------------------------------- |
| 2            | Motyliada       | prof. Marian Mrozek             | komputerowe symulacje chaosu deterministycznego |
| 3            | Przepakowania   | prof. Andrzej Jajszczyk         | sieci i węzły telekomunikacyjne                 |
| 4            | Nowomowa        | prof. Michał Głowiński          | teoria literatury                               |
| 9            | Dobrani do pary | prof. Jerzy Mikułowski Pomorski | socjologia                                      |

## Twórcy
Źródło.
| - Grzegorz Turnau – wokal, instrumenty klawiszowe, produkcja - Jacek Królik – gitara akustyczna, gitara - Marek Napiórkowski – gitara - Robert Kubiszyn – gitara basowa, kontrabas - Cezary Konrad – perkusja - Maryna Barfuss – flet, wokal wspierający - Michał Świstak – wiolonczela - Michał Jurkiewicz – instrumenty klawiszowe - Sebastian Karpiel-Bułecka – skrzypce, wokal (utwór 1) - Basia Gąsienica Giewont – wokal prowadzący, wokal wspierający (utwory 2, 3) - Dorota Miśkiewicz – wokal prowadzący, wokal wspierający (utwory 3, 6, 8, 14) - Sławomir Berny – instrumenty perkusyjne - Leszek Szczerba – saksofon, klarnet | - Mariusz Pędziałek – obój, rożek angielski - Leszek Kamiński – inżynieria dźwięku, miksowanie - Jan Kanty Pawluśkiewicz – wokal wspierający (utwór 3) - Katarzyna Pawluśkiewicz – wokal wspierający (utwór 3) - Edyta Popławska – wokal wspierający (utwór 3) - Antonina Turnau – wokal wspierający (utwór 3) - Marcin Turnau – wokal wspierający (utwór 3) - Zbigniew Wodecki – wokal wspierający (utwór 3) - Michał Zabłocki – wokal wspierający (utwór 3) - Michał Jurkiewicz – wokal wspierający (utwór 3) - Orkiestra Akademii Beethovenowskiej pod dyrekcją Michała Nesterowicza - Tomek Sikora – zdjęcia - Mentalporn (Katarzyna Zaremba, Piotr "Qras" Kurek) – okładka, oprawa graficzna |